# Paralouatta
Paralouatta är ett utdött släkte av primater som vanligen listas i infraordningen brednäsor. De första fossilen upptäcktes på Kuba.
Fynden utgörs bland annat av ett nästan fullständigt kranium och av delar av en käke. Lösa tänder och andra delar av skelettet kan tillhöra samma släkte. Upphittade växtdelar vid samma plats tyder på att arterna levde under tidig kvartär. Huvudet var lika stor eller något större än hos vrålaporna. Tänderna i underkäken avviker däremot. Större överensstämmelser finns med det likaså utdöda släktet Antillothrix från Hispaniola.
Antagligen dog släktets medlemmar för 5000 år sedan ut när människan nådde Västindiens öar. Andra kubanska däggdjur som försvann under samma tid är gnagare av släktet Boromys och insektsätare av familjen Nesophontidae.